# Station Exeter St Thomas
Exeter St Thomas is een spoorwegstation van National Rail in Exeter in Engeland. Het station is eigendom van Network Rail en wordt beheerd door Great Western Railway. 